# Weta Workshop
Pour les articles homonymes, voir weta.
Weta  Workshop est une entreprise néo-zélandaise spécialisée dans les effets spéciaux pour le cinéma et la télévision. Son siège est à Wellington. Sa renommée est devenue mondiale avec sa participation à la trilogie du Seigneur des anneaux, réalisée par Peter Jackson, pour laquelle elle a produit des ensembles, costumes, armures, armes, créatures et maquettes de toute taille.

## Étymologie
Le nom de la firme est celui du weta, insecte vivant en Nouvelle-Zélande.

## Histoire
Fondée en 1986 par Richard Taylor et autres, elle a notamment créé des créatures et des moulages pour les séries télévisées Hercule, Xena, la guerrière et pour des films tels que Les Feebles et Créatures célestes.  Une division numérique, Weta Digital, a été créée en 1993.
Après huit années en majeure partie consacrées au Seigneur des anneaux (pré-production, production, post-production), travail récompensé par plusieurs Oscars attribués à certains de ses techniciens, notamment pour les costumes, le maquillage et les effets visuels, Weta Workshop se consacre à de nouveaux projets, dont une version en trois dimensions de l'anime japonais à succès Neon Genesis Evangelion, dont la sortie devrait s'échelonner de 2006 à 2010, ainsi que l'adaptation cinématographique des romans de C. S. Lewis, Le Monde de Narnia : Le Lion, la Sorcière blanche et l'Armoire magique (2005) et Le Monde de Narnia : Le Prince Caspian (2008).